# Viktoria Fuchs
Viktoria Fuchs (* 2. August 1990) ist eine deutsche Köchin und Gastronomin.

## Leben
Viktoria Fuchs ist eine Tochter von Karl-Josef Fuchs und entstammt einer Gastronomenfamilie, die in sechster Generation das Hotel Spielweg in Münstertal im Schwarzwald führt. Ihre Kochausbildung absolvierte sie 2008 im Restaurant „Hirschen“ in Sulzburg bei Douce Steiner. Im Anschluss war sie im „Le Canard“ von Ali Güngörmüş in Hamburg und im Restaurant „Luce d’Oro“ auf Schloss Elmau tätig.
Im Jahr 2015 übernahm sie gemeinsam mit ihrer Schwester den Familienbetrieb. Fuchs führt die Küche mit regionalen Wildgerichten fort und kombiniert sie mit asiatischen Rezepten. 2021 erhielt das Restaurant einen Grünen Stern vom Guide-Michelin für „nachhaltige Gastronomie“. Fuchs gehört der Vereinigung Jeunes Restaurateurs an.

## Fernsehauftritte
Fuchs war Teilnehmerin bei zwei Folgen der VOX-Kochshow Ready to beef!, wobei sie gegen Alexander Wulf und Walter Triebl antrat. Sie war Teil mehrerer Folgen von Kitchen Impossible und dabei Aufgabenstellerin an Haya Molcho in Staffel 5, war wie eben jene Teil des Specials  Kitchen Impossible 2020 – Die Tagebücher der Küchenchefs und war eine Gegnerin Tim Mälzers in Staffel 7 im Jahr 2022. Zudem ist sie seit Frühjahr 2021 Jurorin in der ZDF Kochsendung Die Küchenschlacht und war Gastjurorin in jeweils einer Folge der 8. Staffel, 9. Staffel, 11. Staffel und 13. Staffel des Sat.1-Kochformates The Taste. Mit Fuchs und Strohe liefern ab! hatte sie an der Seite von Max Strohe zudem ihre eigenen Folgen im Rahmen des VOX-Formats Mälzer und Henssler liefern ab!. Die zweite Folge des Formats wurde am 14. Januar 2024 ausgestrahlt.
Vom 17. bis 21. März 2025 moderiert sie erstmals Die Küchenschlacht.

## Veröffentlichungen
- mit Karl-Josef Fuchs, Markus Deutsch: Wilde Klassiker. Deutsche Küche mit Wild neu interpretiert. Parey, Singhofen 2017, ISBN 978-3-89715-051-5.
- Fuchsteufelswild: Das Wildkochbuch. Südwest Verlag 2020, ISBN 978-3-517-09917-0.